# Félonie
Au Moyen Âge, selon le droit féodal, le félon est celui qui rompait le contrat de vassalité. Le crime de félonie concerne aussi bien le suzerain que le vassal.

## Définition
Sont considérés comme acte de félonie, de la part d'un vassal, le fait de :
- injurier, maltraiter ou attenter à la vie de son seigneur, de son épouse ou de ses enfants,
- déshonorer l'épouse, la sœur ou la fille du seigneur,
- révéler les secrets du seigneur à l'ennemi de celui-ci.

D’un point de vue moral, la rupture du lien vassalique, aussi bien du fait du vassal que du suzerain, est considérée comme un crime à l’égal du même crime entre un père et un fils.

## Sanctions
Le vassal reconnu coupable de félonie à l'égard de son seigneur s'exposait généralement à la commise (confiscation) de son fief d'après les lois dites de Glanville, et de ses forteresses. La sanction touche le coupable de félonie et l’ensemble de son lignage ; ses héritiers sont donc déshérités, sauf clémence particulière du seigneur. Ils peuvent même être frappés d’infamie comme leur père. La confiscation pour félonie, soit contre le vassal ou contre le censitaire, n’a pas lieu de plein droit ; il faut qu’il soit intervenu un jugement qui l’ordonne sur les poursuites du suzerain.
Lors de ce jugement a lieu une cérémonie, en miroir de la cérémonie d’hommage : le seigneur victime de félonie y brise un objet comme un fétu ou une branche, symbolisant la rupture du contrat vassalique.
Dans des cas extrêmes, la sanction pouvait aller jusqu'au bannissement ou la condamnation à mort.
Le seigneur reconnu coupable de félonie à l'égard de son vassal s'exposait à la perte d'hommage et de mouvance du fief qui était tenu de lui. L'hommage était alors reporté par les vavasseurs au suzerain du félon, duquel il tenait son fief in fine. Par exemple, un vassal tenant son fief d'un comte, qui le tenait lui-même du roi, faisait alors directement hommage au roi.
Le félon doit aussi dédommager son suzerain ou son vassal pour le préjudice causé par sa félonie.
À noter que dans le cas particulier où le félon serait le roi lui-même, il n'y a pas réellement de solution, hormis une déclaration d'indépendance par le vassal, ce qui constituerait évidemment un casus belli. Il est toutefois difficile de concevoir des circonstances par lesquelles une cour de justice extraordinaire reconnaitrait la culpabilité du roi.
La félonie et rébellion d'un évêque donnent ouverture au droit de régale, d'après un arrêt du parlement de Paris, du mois d’août 1598.
Outre la peine de la commise, le vassal peut être condamné à mort naturelle, ou aux galères, au bannissement, à l’amende honorable, ou à une simple amende, selon l’atrocité du délit qui dépend des circonstances.

## Exemples historiques
Alors que la félonie est absente et presque inimaginable aux IXe et Xe siècles car il est indispensable pour le vassal d’avoir le soutien militaire de son suzerain, les cas se multiplient à partir du XIe siècle, à cause des hommages croisés. Le développement des fiefs de bourse permet au suzerain de pallier plus facilement à la félonie : si son vassal est félon, il lui suffit d’arrêter de lui verser sa rente, il évite donc une campagne militaire pour récupérer le fief.
En 1202, Jean sans Terre enlève la fille d'Hugues de Lusignan, son vassal ; quand celui-ci proteste, il dévaste son fief. Hugues de Lusignan fait alors appel à leur suzerain commun, Philippe Auguste, pour obtenir justice. Le roi de France condamne son vassal et rival le roi d'Angleterre et en profite pour confisquer ses fiefs continentaux.
À la fin du XIVe siècle, le duc Jean IV de Bretagne fut condamné par la Cour des pairs (sans comparaître) pour répondre aux accusations portées contre lui de félonie et de crime de lèse-majesté. Son absence entraîne sa déchéance et la confiscation de son duché.
Citée par l'Encyclopédie, la confiscation prononcée en 1394 par arrêt du parlement de Paris, pour félonie commise par le seigneur de Craon contre le roi de Sicile & de Jérusalem, Jacques Ier. Ses biens furent déclarés acquis et confisqués à la reine, avec tous les fiefs qu’il tenait de ladite dame, tant en son nom que de ses enfants ; et comme traître à son seigneur et roi, il fut condamné à une amende de 100 000 ducats et banni hors du royaume ; mais l’exécution de cet arrêt fut empêchée par le roi son oncle et par le duc d’Orléans.
Un procès pour félonie est engagé en 1522 devant le parlement de Paris à l’encontre de Charles Quint, vassal du roi de France pour les comtés de Flandres et d’Artois. Ce procès s’endort après 1523, puis est repris et mené à son terme en 1537. Selon Guillaume Leyte, il s’agit évidemment d’un procès politique, qui se réveille en fonctions de l’évolution du contexte international (l’invasion de la Provence et du nord du royaume en 1537) et déclare la nullité des traités de Madrid et de Cambrai. Sans effet concret (le « félon » n’est pas condamné, la commise n’est pas prononcée, aucune action judiciaire n’est entreprise contre Charles Quint lors de son voyage en France en 1539), il est surtout destiné à justifier l’action future de François Ier.
Dans le royaume de France, l’introduction du crime de lèse-majesté, emprunté au droit romain, remplace progressivement à partir du XIIIe siècle celui de félonie. Elle resta cependant dans l'arsenal législatif jusqu'à la fin de l'Ancien Régime. Louis XIV l'utilisa encore contre le cardinal Emmanuel-Théodose de La Tour d'Auvergne, son grand aumônier, qui passa à l'ennemi lors de la guerre de succession d'Espagne, en 1710. Bien que le cardinal ait pris cette décision après de nombreuses années d'exil imposé par le roi et s'explique de son attitude dans une lettre où il semble suivre la procédure de diffidatio médiévale,  il fut néanmoins poursuivi et condamné à la confiscation de tous ses biens et fonctions. Sur le plan symbolique, le jugement s'attaque à ses ancêtres les plus importants : à Cluny, les travaux sur le tombeau du couple ducal défunt furent interrompus, les statues de Guillaume le Pieux et de Godefroy de Bouillon détruites. Un tableau qui représentait le projet définitif fut même « totalement lavé, effacé et déchiré ». Les statues du duc Frédéric Maurice et de sa femme Éléonore de Bergh sont également retirées, mais remises au duc régnant, ainsi que leurs sarcophages. À la basilique de Saint-Denis, des armes et des devises familiales figurant sur le tombeau de Turenne, qui avaient été apposées à l’insu et contre la volonté du roi, furent enlevées. Enfin, le Parlement de Paris retira au duc Godefroy Maurice le rang de prince étranger, et interdit à la famille de se prévaloir d’aucune ascendance de comtes auvergnats ni de ducs aquitains, mais qu’elle devait de surcroît renoncer au complément de nom « d’Auvergne » et au blason correspondant. Enfin, les titres des Bouillon furent effacés des registres ecclésiastiques. Comme l'écrit Martin Wrede, « Il est difficile d’imaginer des mesures plus drastiques : pas de perte de biens matériels mais sur le plan social, à travers le capital symbolique, un prince souverain issu de la plus ancienne lignée généalogique de toute la chrétienté était redevenu un obscur seigneur ».

## Droit anglais et américain
Le concept de félonie a longtemps été un concept de base de la justice anglaise et aujourd'hui de la justice des États-Unis d'Amérique, où le terme est plus utilisé ; il correspond sensiblement à « crime sérieux », passible d’au moins un an de prison.
La jurisprudence définissait les sanctions applicables à un félon, et en particulier la peine de mort. Pouvait être accusée de félonie toute personne commettant un trouble significatif à l'ordre public.

## Dans la littérature
- Ganelon, dans La Chanson de Roland (chanson de geste)
- Comte Angrès de Windsor, dans Cligès ou la Fausse Morte de Chrétien de Troyes
- Térée, dans Philomena de Chrétien de Troyes

## Extension du terme
Dans le langage courant, le terme de félon pouvait aussi désigner, par extension, un traître ou un lâche.